# Ascochyta viciae-pannonicae
Ascochyta viciae-pannonicae är en svampart som beskrevs av Ondrej 1970. Ascochyta viciae-pannonicae ingår i släktet Ascochyta, ordningen Pleosporales, klassen Dothideomycetes, divisionen sporsäcksvampar och riket svampar.   Inga underarter finns listade i Catalogue of Life.